# Erich von Götha
Erich von Götha (* 1924 in London) ist das Pseudonym des britischen Illustrators und Comiczeichners Robin Ray. Robin Ray hat auch unter den Pseudonymen Janssens, Baldur Grimm und Robbins gearbeitet, unter denen er in den 1980er Jahren veröffentlichte. Er ist vor allem mit Comic-Veröffentlichungen erotischen und sadomasochistischen Inhalts bekannt geworden. Sein bekanntestes Werk ist die in inzwischen vier Bänden vorliegende Comicerzählung Die Leiden der jungen Janice.

## Werk
Von Götha, der vier Jahre an einer Kunstschule Zeichnen studiert hatte, veröffentlichte in den 80er Jahren zunächst bei dem englischen Comic-Magazin Torrid. Dort traf und arbeitete er unter anderem mit Paula Meadows zusammen. Die in Torrid erschienenen Strips wurden später in den französischen Magazinen YES und Bédé Adult veröffentlicht. Erste eigenständige Veröffentlichungen von Göthas waren Contes a rebour (für YES) und Crimes et delits (das letzte Werk in Nachfolge von Georges Levis).
Internationale Anerkennung, zunächst vor allem im französischen und im deutschsprachigen Raum, erlangte er durch Folge von Comicerzählungen um die Leiden der jungen Janice, deren erster Band 1987 in Frankreich erschien. Eine erste deutsche Übersetzung erschien 1990 beim niederländischen Hofman Verlag unter dem Titel Janice vom Pech verfolgt.
Der dämonische Graf Viscount Vauxhall of Nether Wallop nimmt die „Erziehung“ Janices zur Sexsklavin in die Hand, wodurch das Mädchen in einen Strudel aus Lust, Begierde, Erniedrigung und Grausamkeit gerät. Die lose auf der Philosophie im Boudoir des Marquis de Sade basierende Mischung aus Sex und Horror in Texten von Bernard Joubert setzt der Zeichner in schwelgerische Bilder um. Die schöne, zunächst fast noch unschuldige Janice teilt das Schicksal anderer Protagonistinnen in BDSM-Comics: Sie wird gefesselt wie Gwendoline von John Willie, gepeinigt und gequält wie die O oder Justine bei Guido Crepax, verschleppt wie Phoebe bei Frank Springer und gefoltert wie Marie Gabrielle bei Georges Pichard.
Ebenfalls vor historischem Hintergrund spielt das 2007 erschienene Buch Journal de Sartine, eine grafische Umsetzung der Aufzeichnungen des Inspektors Antoine de Sartine, der die Aufgabe hatte, Louis XV täglich über die amourösen Begebenheiten des Vorabends zu informieren.
Die Handlung der späteren wie der ganz frühen Werke ist hingegen in eine imaginäre Gegenwart versetzt. Wenige Geschichten – wie etwa Sophies unersättliche Neugier – sind ganz konkret mit einer Ort- und Zeitangabe des Geschehens versehen: die Abenteuer der rothaarigen Studentin Sophie spielen sich in London auf dem St. Hilary’s College im Jahre 1958 ab.
Die Folge von Comicbänden um die Titelheldin Twenty orientiert sich anders als Janice eher am erotischen Mainstream. Die utopische Geschichte spielt im Jahre 2018. Twenty ist 18 Jahre alt, als sie an einem Tag im August in einer Schule von Clifford erscheint, einem Institut zur speziellen Erziehung junger Frauen. Der Autor nannte sie Twenty, weil sie mit ihrer Ausbildung bis zum Anfang der zwanziger Jahre fertig sein wird; 2020 ist nach Ansicht des Autors der Beginn einer neuen Ära des Sexus. Twenty gefällt die libertäre Ausbildung und sie erweist sich schnell als eine besonders begabte Schülerin, die im Laufe der Zeit die Lehre sexueller Freizügigkeit mit großer Leidenschaft verinnerlicht. Twenty ist somit perfekt auf die sexuelle Revolution von 2019 vorbereitet, wenn die Krankheiten beseitigt werden und alle das sexuelle Vergnügen mit dem Ziel anstreben, durch Sex eine ewige Jugend voller Kraft zu erlangen.
Twenty trifft Gilbert, den Mann ihres Lebens – einen Produzenten und Regisseur aus der Pornoindustrie. Sie verliebt sich in ihn, aber bevor sie eine Ehe mit ihm schließt, muss sie eine Reihe von Tests durchlaufen. Sie wird ohne ihr Wissen gefilmt, gerät in die Hände von Männern, die perverse Ausschweifungen in einem eigens dafür gegründeten Club treiben. Twenty ist ein angesagter Pornostar und Moderatorin einer wöchentlichen Erotik-Show im Internet. Der Produzent wird jedoch ermordet, was alles kompliziert macht und ihre Cousine Sally mit dem Ehemann Tony spielen in ihrem Leben eine immer größere Rolle. Im dritten Band erscheint der Autor selbst, der eine Filmversion von „Die Leiden der jungen Janice“ dreht – einer Serie, an der er sechs lange Jahre gearbeitet hatte. Mit den Dialogen des alten Komplizen Bernard Joubert verbindet er die Stränge der beiden Serien und schafft damit quasi ein Epilog zu den „Leiden der jungen Janice“.
Trotz der Gewaltszenen und der Verdinglichung des Körpers spielt die Liebe eine wichtige Rolle. Twenty liebt ihren Auserwählten innig und stellt sich Fragen nach ihrer Beziehung, nach Vermischung des Geschlechtlichen und der Promiskuität mit tiefen Gefühlen. Tatsächlich gelingt es dem Autor eine menschliche Seite der Figuren auf der Suche nach einer idealen, auf die Spitze getriebener Form der Libertinage zu zeigen.
Von Götha arbeitete auch als Buchillustrator, zum Beispiel für den Roman Fanny Hill von John Cleland, erschienen in der englischen The Scarlet Library oder für Le Sentiment da la Famille nach einer Erzählung von Pierre Louÿs. Als junger Graphiker erschuf er 1968 einen Kinoposter für die Premiere der filmischen Comicadaption von Barbarella, auf dem er die Hauptdarstellerin Jane Fonda abbildete.

## Stil
Von Göthas detailfreudige Comic-Bilder zeichnen sich durch einen hohen Grad an Wiedererkennbarkeit aus, wozu sowohl die große körperliche Ähnlichkeit der diversen weiblichen Protagonisten untereinander beiträgt, als auch die von ihm entwickelte Technik der aquarellierten Zeichnung, wobei häufig mit Buntstift oder Pastellkreide gehöht wird und so der Effekt großer Plastizität vor allem der weiblichen Rundungen erzielt wird.
Der Inhalt seiner Werke ist häufig sadomasochistisch gefärbt und kann entweder als Pornografie oder als Darstellung einer durch den Realismus der Zeichnung realistisch erscheinenden, tatsächlich grotesk übersexualisierten Welt gesehen werden (die Frauen sind stets bereit, die Männer stets potent, alle Penisse sind mindestens 35 cm lang etc.).
Zentrale Themen sind Begierde, Unschuld, Dominanz, Missbrauch, Notzucht und Unterwerfung, die in einer Folge von expliziten, fast fortlaufenden, sexuellen Aktivitäten umkreist werden.
Im Mittelpunkt seiner Geschichten steht immer eine junge Frau („Janice“, „Emma McAlistair“ in Feuerblume, „Twenty“, „Sophie“), die vielfältigsten Sexualpraktiken ausgeliefert ist. Als zum Beispiel Emma McAlistair in der Geschichte Die Feuerblume dazu verurteilt wird, in einem bizarren Gefängnis für die experimentelle Behandlung straffälliger Mädchen rehabilitiert zu werden, entdeckt sie, dass die angewandten Disziplinierungsmethoden nicht die sind, die sie erwartet hatte – sie sind in der Tat entschieden pervers: Die junge Frau sieht sich permanentem sexuellen Missbrauch ausgeliefert. Während ihr Verstand von dieser Kette sexueller Skandale entsetzt ist, reagiert ihr Körper auf das Geschehen mit Erregung. Sie beginnt ihr Schicksal zu akzeptieren und alles zu genießen, was ihr im Gefängnis widerfährt.

## Zensur
Lange Zeit verhinderte die britische Zensur das Erscheinen Comics von Göthas in seinem Heimatland. Die erste Auflage seiner Werke kam deshalb in den 1990er Jahren in Frankreich auf den Markt (zum Beispiel die Alben Les malheurs de Janice, Prison tres speciale, Les curiosites perverses de Sophie, Le reve de Cecile). In Frankreich sind auch deutschsprachige Fassungen der Comics entstanden und von Editions International Presse Magazine (dem Herausgeber der Comicmagazine Bédé Adult, Bédé X und Bédé X SM) verlegt worden; von dort aus läuft der Vertrieb für den deutschsprachigen Raum. Englischsprachige Ausgaben erschienen zunächst in den USA bei Last Gasp Books und erst 2006 in Großbritannien bei der Erotic Print Society.
Mehrere Werke von Göthas sind in Deutschland indiziert: Leiden der jungen Janice Nr. 4 wurde mit der Veröffentlichung im Bundesanzeiger Nr. 204 vom 31. Oktober 2002 und Sophies unersättliche Neugier mit der Veröffentlichung im Bundesanzeiger Nr. 224 vom 30. November 2002 indiziert.

## Ausstellungen
- 2001 Sweat, Tears & Reflections, Bologna
- 2002 Erotic Drawings, Bologna
- 2006 Salon de l’Art Erotique (im Rahmen von Festival de l’Erotisme de Bruxelles), Brüssel
- 2007 Twenty Chastis’d, Rom
- 2007 Les Larmes d’Eros, Paris
- 2014 Torrid - Let's Talk About Sex (in der Ausstellung Comics Unmasked at the British Library), London

## Werke
- Torrid Magazine (16 Ausgaben erschienen von 1979 bis 1986 im Eigenverlag des Autors)
- Contes a rebour (Yes Company 1987)
- Die Leiden der jungen Janice 1–4 (Les Malheurs de Janice; mit Bernard Joubert; Comic, Teil 1 1987, Teil 2 1990, Teile 3 und 4 1996; Vorveröffentlichung der 1. Episode 1987 in Bédé Adult)
- Crimes et delits (mit Georges Levis; Yes Company 1988)
- Feuerblume (Prison trés spéciale; Comic, International Presse Magazine 1992)
- Sophies unersättliche Neugier (Curiosités Perverses de Sophie; Comic, International Presse Magazine 2002)
- Le Sentiment de la Famille (Illustrationen zu einer Erzählung von Pierre Louÿs; Éditions Astarté 1996)
- Les carnets secrets de Janice (mit Bernard Joubert; Zeichnungen, La Musardine 1999)
- Sweat, Tears & Reflections (Ausstellungskatalog, Mondo Bizzarro Press 2001)
- Cecils Traum (Le Rêve de Cécile; Comic, International Presse Magazine 2003)
- Fanny Hill or Memoirs of a Woman of Pleasure (Buchillustrationen zu dem Roman von John Cleland; The Scarlet Library 2003, 2 Bde.)
- Twenty 1–3 (Szenario von Paula Meadows; Comic, International Presse Magazine Teil 1 2004, Teil 2 2005, Teil 3 2008)
- Journal des inspecteurs de M. de Sartine extraits choisis (Zeichnungen, Éditions Astarté 2007)